# Кабаки (зупинний пункт)
Кабаки (біл. Кабакі) — зупинний пункт Берестейського відділення Білоруської залізниці в Березівському районі Берестейської області. Розташований за 1,2 км на північ від села Кабаки; на лінії Барановичі-Центральні — Берестя-Центральний, поміж станцією Береза-Картузька і зупинним пунктом Павловичі.